# Coenosia minuscularis
Coenosia minuscularis är en tvåvingeart som beskrevs av Albuquerque 1956. Coenosia minuscularis ingår i släktet Coenosia och familjen husflugor. Inga underarter finns listade i Catalogue of Life.